# Vadičovská brázda
Vadičovská brázda je geomorfologická část Kysuckých bradel.  Rozprostírá se severovýchodně od Žiliny v okolí obcí Kotrčiná Lúčka a Horný Vadičov,  podle níž je pojmenována.

## Vymezení
Brázda zabírá centrální část západní poloviny podcelku, v rámci Kysucké vrchoviny leží v její jihozápadní části. Území obklopuje podcelek Kysucké bradlá, jen severovýchodní okraj sousedí s podcelkem Vojenné.  V jihozápadní části brázdy leží Kotrčiná Lúčka, která je součástí okresu Žilina, střední a severní část zabírá Horný Vadičov, patřící do okresu Kysucké Nové Město. Na jižním okraji brázdu uzavírá vrch Straník (769 m n. m.), nad severním okrajem ční mohutná Ľadonhora (999 m n. m.). Velkou část území odvodňuje Vadičovský potok, jižní okraj potok Kotrčiná. 

## Turismus
Plošně nevelké území a jeho blízké okolí oplývá několika atrakcemi, které sem lákají turisty během celého roku. Horský hotel s komplexními službami, lyžařské středisko, amfiteátr, ale také blízké vrchy s výhledem na Kriváňsku Fatru a široké okolí a mnohé pozůstatky starověkých hradišť dělají z této části Kysuc zajímavý cíl výletů.

### Turistické trasy
- po  červené značce z rozcestí Kotrčiná Lúčka, Stráň západním směrem do Zástrania, resp. východním přes sedlo Žiarce do centrální části Kysucké vrchoviny
- po  modré značce z lokality Horný Vadičov, Kubaščíkovci na Ľadonhoru, resp. sedlem nad Melišovcami do obce Lutiše
- po  zelené značce z lokality Horný Vadičov, Kubaščíkovci k obci Povina[2]